# Kappelturm
Le Kappelturm est un monument historique situé à Obernai, dans le département français du Bas-Rhin.

## Localisation
Ce bâtiment est situé rue Sainte-Odile à Obernai.

## Historique
L'édifice fait l'objet d'un classement au titre des monuments historiques depuis 1980.

## Architecture

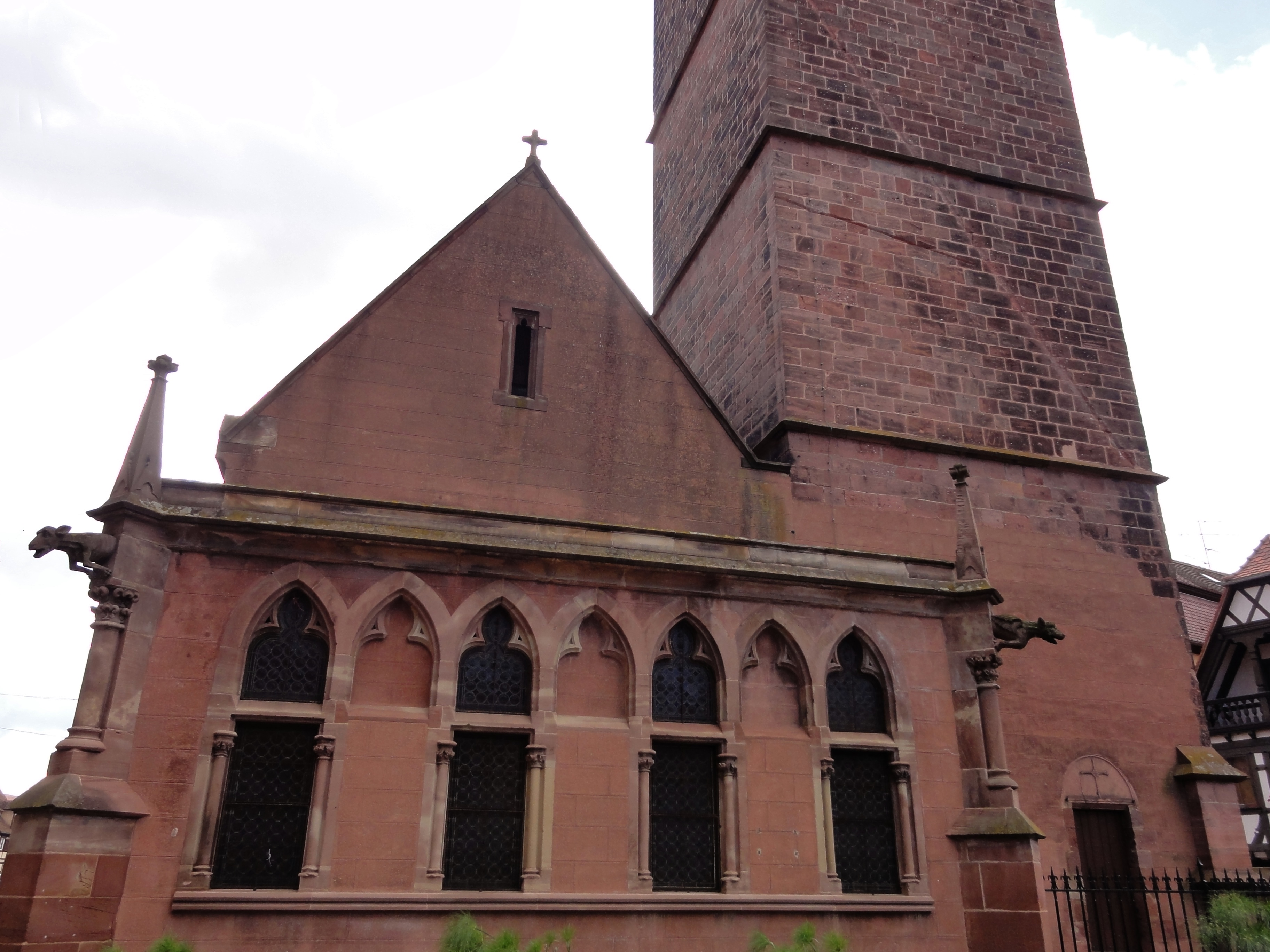
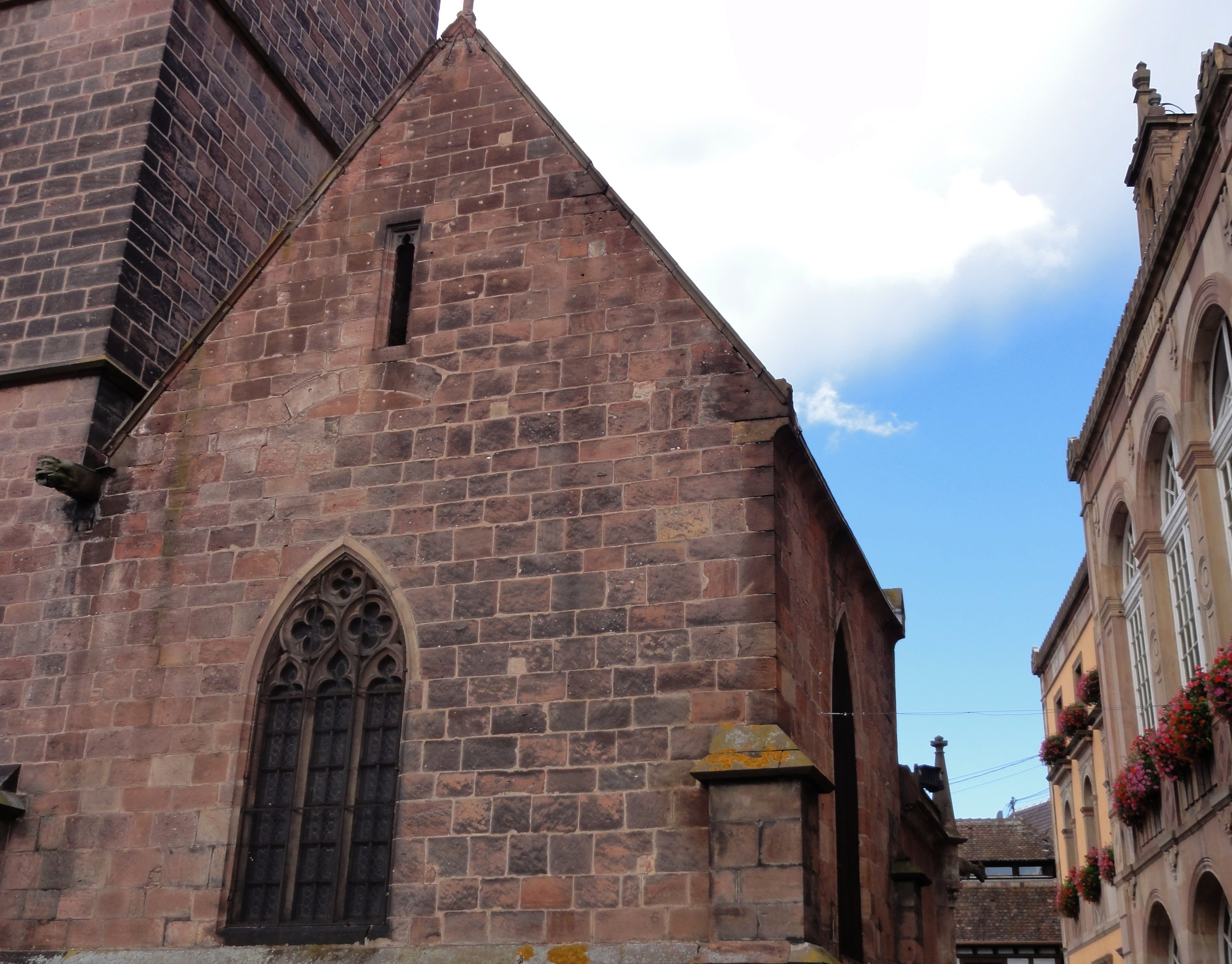
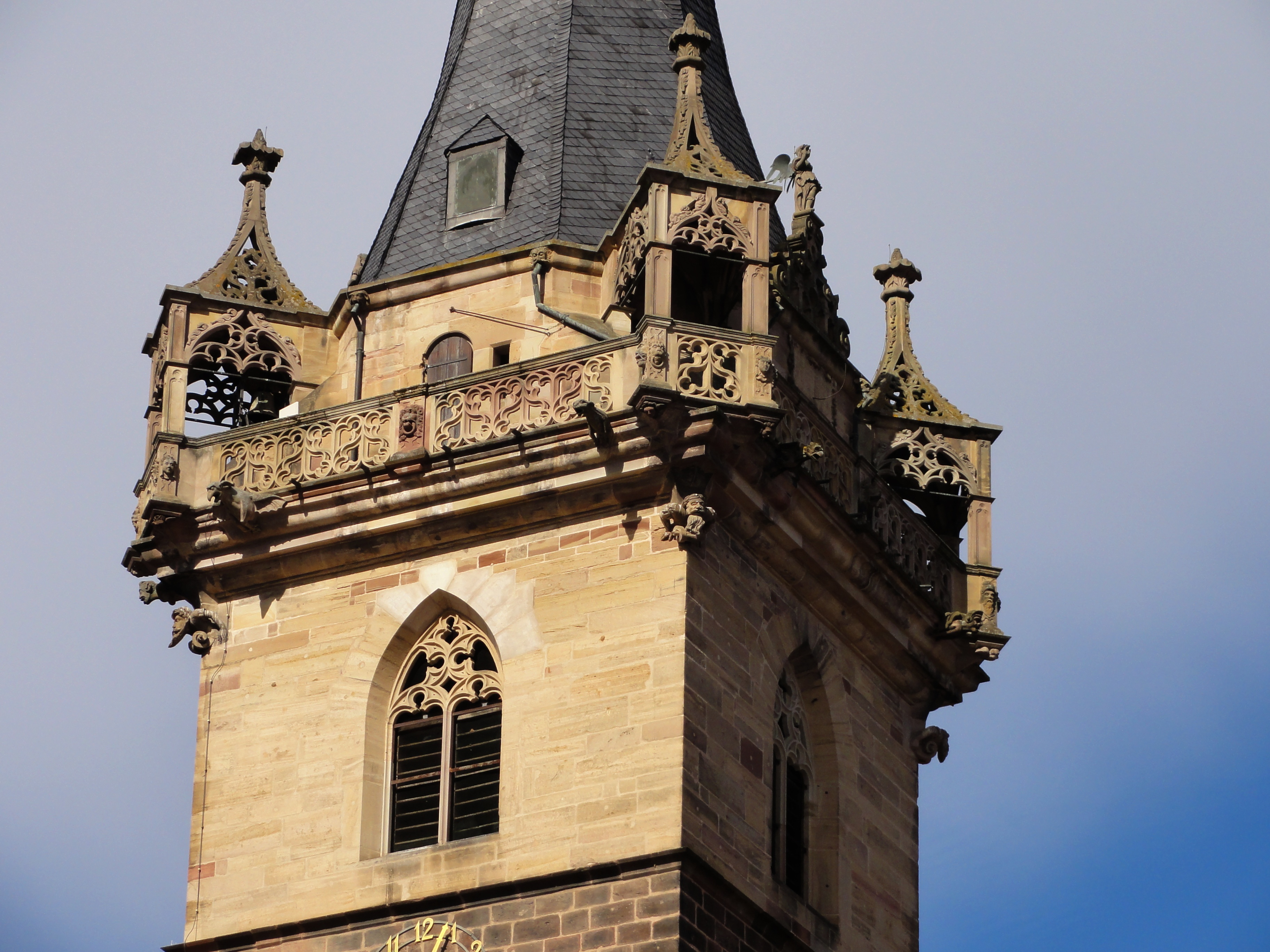
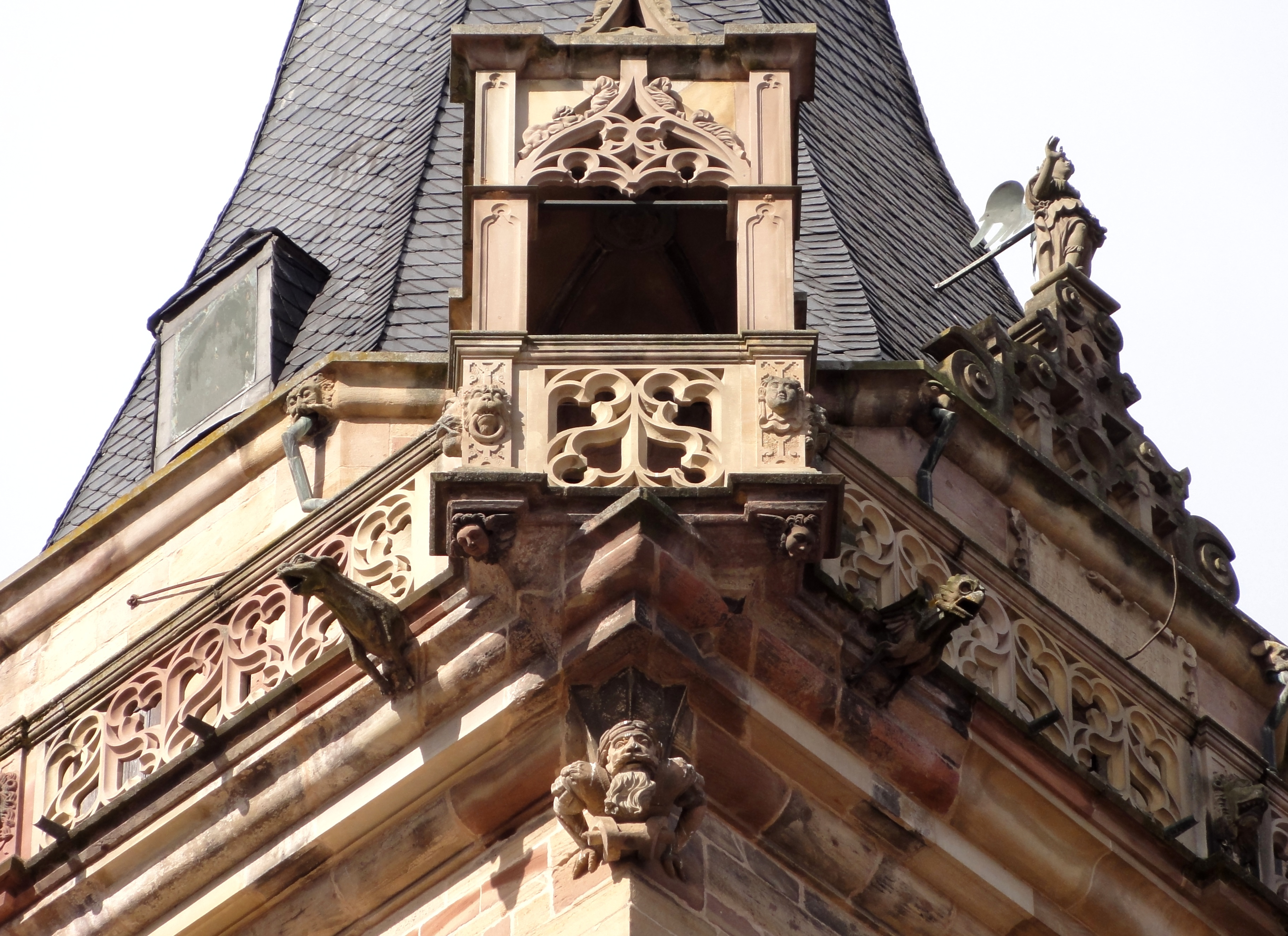